# 4 Hours of Barcelona 2022

Tor Circuit de Barcelona-Catalunya

4 Hours of Barcelona 2022 – długodystansowy wyścig samochodowy, który odbył się 28 sierpnia 2022 roku. Był on czwartą rundą sezonu 2022 serii European Le Mans Series.

## Sesje treningowe
| Klasa                                   | Zespół                        | Kierowcy                                         | Samochód                 | Czas           | Okr.           |
| Sesja pierwsza                          | Sesja pierwsza                | Sesja pierwsza                                   | Sesja pierwsza           | Sesja pierwsza | Sesja pierwsza |
| --------------------------------------- | ----------------------------- | ------------------------------------------------ | ------------------------ | -------------- | -------------- |
| LMP2                                    | #28 IDEC Sport                | Paul Lafargue Paul-Loup Chatin Patrick Pilet     | Oreca 07                 | 1:35,757       | 41             |
| LMP3                                    | #13 Inter Europol Competition | Nicolas Pino Charles Crews Guilherme Oliveira    | Ligier JS P320           | 1:41,527       | 37             |
| LMGTE                                   | #69 Oman Racing with TF Sport | Ahmad Al Harthy Marco Sørensen Samuel De Haan    | Aston Martin Vantage AMR | 1:45,744       | 36             |
| Sesja dla kierowców z brązową kategorią |                               |                                                  |                          |                |                |
| LMP2                                    | #34 Racing Team Turkey        | Salih Yoluç Charlie Eastwood Jack Aitken         | Oreca 07                 | 1:38,653       | 15             |
| LMP3                                    | #6 360 Racing                 | Terrence Woodward Ross Kaiser Mark Richards      | Ligier JS P320           | 1:44,619       | 16             |
| LMGTE                                   | #18 Absolute Racing           | Andrew Haryanto Martin Rump Alessio Picariello   | Porsche 911 RSR-19       | 1:46,796       | 14             |
| Sesja druga                             |                               |                                                  |                          |                |                |
| LMP2                                    | #28 IDEC Sport                | Paul Lafargue Paul-Loup Chatin Patrick Pilet     | Oreca 07                 | 1:35,780       | 37             |
| LMP3                                    | #5 RLR MSport                 | Michael Jensen Nick Adcock Alex Kapadia          | Ligier JS P320           | 1:43,333       | 9              |
| LMGTE                                   | #57 Kessel Racing             | Takeshi Kimura Frederik Schandorff Mikkel Jensen | Ferrari 488 GTE Evo      | 1:45,438       | 42             |
| Źródła                                  |                               |                                                  |                          |                |                |

## Kwalifikacje
Pole position w każdej kategorii oznaczone jest pogrubieniem.
| Poz.   | Klasa | Zespół                        | Kierowca           | Czas     | Strata  | Poz. s. |
| ------ | ----- | ----------------------------- | ------------------ | -------- | ------- | ------- |
| 1      | LMP2  | #65 Panis Racing              | Nicolas Jamin      | 1:34,802 | —       | 1       |
| 2      | LMP2  | #37 COOL Racing               | Yifei Ye           | 1:34,899 | +0,097  | 2       |
| 3      | LMP2  | #34 Racing Team Turkey        | Jack Aitken        | 1:34,947 | +0,145  | 3       |
| 4      | LMP2  | #28 IDEC Sport                | Paul-Loup Chatin   | 1:34,976 | +0,174  | 4       |
| 5      | LMP2  | #88 AF Corse                  | Alessio Rovera     | 1:34,995 | +0,193  | 5       |
| 6      | LMP2  | #31 TDS Racing x Vaillante    | Mathias Beche      | 1:35,183 | +0,381  | 6       |
| 7      | LMP2  | #9 Prema Racing               | Ferdinand Habsburg | 1:35,207 | +0,405  | 7       |
| 8      | LMP2  | #43 Inter Europol Competition | Pietro Fittipaldi  | 1:35,288 | +0,486  | 8       |
| 9      | LMP2  | #22 United Autosports         | Tom Gamble         | 1:35,400 | +0,598  | 9       |
| 10     | LMP2  | #19 Algarve Pro Racing        | Bent Viscaal       | 1:35,620 | +0,818  | 10      |
| 11     | LMP2  | #24 Nielsen Racing            | Ben Hanley         | 1:35,640 | +0,838  | 11      |
| 12     | LMP2  | #47 Algarve Pro Racing        | Alexander Peroni   | 1:35,719 | +0,917  | 12      |
| 13     | LMP2  | #21 Mühlner Motorsport        | Thomas Laurent     | 1:35,744 | +0,942  | 13      |
| 14     | LMP2  | #35 BHK Motorsport            | Markus Pommer      | 1:36,226 | +1,424  | 14      |
| 15     | LMP2  | #51 Team Virage               | Gabriel Aubry      | 1:36,342 | +1,540  | 15      |
| 16     | LMP2  | #30 Duqueine Team             | Richard Bradley    | 1:36,923 | +2,121  | 16      |
| 17     | LMP3  | #17 COOL Racing               | Malthe Jakobsen    | 1:40,112 | +5,310  | 17      |
| 18     | LMP3  | #13 Inter Europol Competition | Nicolas Pino       | 1:40,778 | +5,976  | 18      |
| 19     | LMP3  | #2 United Autosports          | Bailey Voisin      | 1:41,005 | +6,203  | 19      |
| 20     | LMP3  | #27 COOL Racing               | Antoine Doquin     | 1:41,227 | +6,425  | 20      |
| 21     | LMP3  | #4 DKR Engineering            | Sebastian Alvarez  | 1:41,347 | +6,545  | 21      |
| 22     | LMP3  | #3 United Autosports          | Kay van Berlo      | 1:41,409 | +6,607  | 22      |
| 23     | LMP3  | #6 360 Racing                 | Ross Kaiser        | 1:41,421 | +6,619  | 23      |
| 24     | LMP3  | #15 RLR MSport                | Valentino Catalano | 1:41,613 | +6,811  | 24      |
| 25     | LMP3  | #14 Inter Europol Competition | Noam Abramczyk     | 1:41,689 | +6,887  | 25      |
| 26     | LMP3  | #11 Eurointernational         | Max Koebolt        | 1:41,745 | +6,943  | 26      |
| 27     | LMP3  | #10 Eurointernational         | Xavier Lloveras    | 1:41,865 | +7,063  | 27      |
| 28     | LMP3  | #5 RLR MSport                 | Alex Kapadia       | 1:41,892 | +7,090  | 28      |
| 29     | LMGTE | #69 Oman Racing with TF Sport | Ahmad Al Harthy    | 1:45,692 | +10,890 | 29      |
| 30     | LMGTE | #83 Iron Lynx                 | Sarah Bovy         | 1:46,038 | +11,236 | 30      |
| 31     | LMGTE | #77 Proton Competition        | Christian Ried     | 1:46,103 | +11,301 | 31      |
| 32     | LMGTE | #32 Rinaldi Racing            | Diego Alessi       | 1:46,459 | +11,657 | 32      |
| 33     | LMGTE | #57 Kessel Racing             | Takeshi Kimura     | 1:46,561 | +11,759 | 33      |
| 34     | LMGTE | #93 Proton Competition        | Michael Fassbender | 1:46,686 | +11,884 | 34      |
| 35     | LMGTE | #18 Absolute Racing           | Andrew Haryanto    | 1:46,695 | +11,893 | 35      |
| 36     | LMGTE | #66 JMW Motorsport            | Giacomo Petrobelli | 1:46,734 | +11,932 | 36      |
| 37     | LMGTE | #55 Spirit of Race            | Duncan Cameron     | 1:46,761 | +11,959 | 37      |
| 38     | LMGTE | #60 Iron Lynx                 | Claudio Schiavoni  | 1:47,433 | +12,631 | 38      |
| 39     | LMGTE | #95 Oman Racing with TF Sport | John Hartshorne    | 1:48,531 | +13,729 | 39      |
| Źródła |       |                               |                    |          |         |         |

## Wyścig

### Wyniki
Minimum do bycia sklasyfikowanym (70 procent dystansu pokonanego przez zwycięzców wyścigu) wyniosło 92 okrążenia. Zwycięzcy klas są oznaczeni pogrubieniem.
| Poz.              | Klasa         | Zespół                        | Kierowcy                                                 | Samochód                 | Opony | Okr. | Czas/Strata  |
| ----------------- | ------------- | ----------------------------- | -------------------------------------------------------- | ------------------------ | ----- | ---- | ------------ |
| 1                 | LMP2          | #9 Prema Racing               | Lorenzo Colombo Ferdinand Habsburg Louis Delétraz        | Oreca 07                 | G     | 132  | 4:00:43,527  |
| 2                 | LMP2          | #65 Panis Racing              | Julien Canal Nicolas Jamin Job van Uitert                | Oreca 07                 | G     | 132  | +22,926      |
| 3                 | LMP2          | #37 COOL Racing               | Nicolas Lapierre Niklas Krütten Yifei Ye                 | Oreca 07                 | G     | 132  | +1:17,973    |
| 4                 | LMP2          | #22 United Autosports         | Philip Hanson Tom Gamble Duncan Tappy                    | Oreca 07                 | G     | 131  | +1 okrążenie |
| 5                 | LMP2 (Pro-Am) | #88 AF Corse                  | François Perrodo Nicklas Nielsen Alessio Rovera          | Oreca 07                 | G     | 131  | +1 okrążenie |
| 6                 | LMP2          | #30 Duqueine Team             | Memo Rojas Anders Fjordbach Richard Bradley              | Oreca 07                 | G     | 131  | +1 okrążenie |
| 7                 | LMP2 (Pro-Am) | #24 Nielsen Racing            | Rodrigo Sales Matthew Bell Ben Hanley                    | Oreca 07                 | G     | 131  | +1 okrążenie |
| 8                 | LMP2 (Pro-Am) | #47 Algarve Pro Racing        | John Falb James Allen Alexander Peroni                   | Oreca 07                 | G     | 131  | +1 okrążenie |
| 9                 | LMP2          | #21 Mühlner Motorsport        | Matthias Kaiser Thomas Laurent Ugo de Wilde              | Oreca 07                 | G     | 131  | +1 okrążenie |
| 10                | LMP2 (Pro-Am) | #34 Racing Team Turkey        | Salih Yoluç Charlie Eastwood Jack Aitken                 | Oreca 07                 | G     | 130  | +2 okrążenia |
| 11                | LMP2 (Pro-Am) | #31 TDS Racing x Vaillante    | Philippe Cimadomo Mathias Beche Tijmen van der Helm      | Oreca 07                 | G     | 130  | +2 okrążenia |
| 12                | LMP2          | #19 Algarve Pro Racing        | Bent Viscaal Sophia Flörsch                              | Oreca 07                 | G     | 130  | +2 okrążenia |
| 13                | LMP2          | #28 IDEC Sport                | Paul Lafargue Paul-Loup Chatin Patrick Pilet             | Oreca 07                 | G     | 130  | +2 okrążenia |
| 14                | LMP2 (Pro-Am) | #51 Team Virage               | Rob Hodes Gabriel Aubry Ian Rodríguez                    | Oreca 07                 | G     | 129  | +3 okrążenia |
| 15                | LMP2          | #35 BHK Motorsport            | Francesco Dracone Sergio Campana Markus Pommer           | Oreca 07                 | G     | 128  | +4 okrążenia |
| 16                | LMP2          | #43 Inter Europol Competition | David Heinemeier Hansson Fabio Scherer Pietro Fittipaldi | Oreca 07                 | G     | 126  | +6 okrążeń   |
| 17                | LMP3          | #13 Inter Europol Competition | Nicolas Pino Charles Crews Guilherme Oliveira            | Ligier JS P320           | M     | 125  | +7 okrążeń   |
| 18                | LMP3          | #4 DKR Engineering            | Sebastián Álvarez Alexander Bukhantsov Tom Van Rompuy    | Duqueine M30 - D08       | M     | 125  | +7 okrążeń   |
| 19                | LMP3          | #17 COOL Racing               | Maurice Smith Michael Benham Malthe Jakobsen             | Ligier JS P320           | M     | 124  | +8 okrążeń   |
| 20                | LMP3          | #6 360 Racing                 | Terrence Woodward Ross Kaiser Mark Richards              | Ligier JS P320           | M     | 124  | +8 okrążeń   |
| 21                | LMP3          | #10 Eurointernational         | Xavier Lloveras Glenn van Berlo Freddie Hunt             | Ligier JS P320           | M     | 124  | +8 okrążeń   |
| 22                | LMP3          | #5 RLR MSport                 | Michael Jensen Nick Adcock Alex Kapadia                  | Ligier JS P320           | M     | 123  | +9 okrążeń   |
| 23                | LMP3          | #11 Eurointernational         | Max Koebolt Louis Rousset Jérome de Sadeleer             | Ligier JS P320           | M     | 123  | +9 okrążeń   |
| 24                | LMP3          | #15 RLR MSport                | Horst Felbermayr Jr Valentino Catalano Austin McCusker   | Ligier JS P320           | M     | 123  | +9 okrążeń   |
| 25                | LMGTE         | #77 Proton Competition        | Christian Ried Lorenzo Ferrari Gianmaria Bruni           | Porsche 911 RSR-19       | G     | 122  | +10 okrążeń  |
| 26                | LMGTE         | #55 Spirit of Race            | Duncan Cameron Matthew Griffin David Perel               | Ferrari 488 GTE Evo      | G     | 122  | +10 okrążeń  |
| 27                | LMGTE         | #66 JMW Motorsport            | Giacomo Petrobelli Sean Hudspeth Miguel Molina           | Ferrari 488 GTE Evo      | G     | 122  | +10 okrążeń  |
| 28                | LMGTE         | #57 Kessel Racing             | Takeshi Kimura Frederik Schandorff Mikkel Jensen         | Ferrari 488 GTE Evo      | G     | 122  | +10 okrążeń  |
| 29                | LMGTE         | #18 Absolute Racing           | Andrew Haryanto Martin Rump Alessio Picariello           | Porsche 911 RSR-19       | G     | 122  | +10 okrążeń  |
| 30                | LMGTE         | #60 Iron Lynx                 | Claudio Schiavoni Matteo Cressoni Davide Rigon           | Ferrari 488 GTE Evo      | G     | 122  | +10 okrążeń  |
| 31                | LMGTE         | #95 Oman Racing with TF Sport | John Hartshorne Henrique Chaves Jonathan Adam            | Aston Martin Vantage AMR | G     | 122  | +10 okrążeń  |
| 32                | LMGTE         | #93 Proton Competition        | Michael Fassbender Zacharie Robichon Richard Lietz       | Porsche 911 RSR-19       | G     | 122  | +10 okrążeń  |
| 33                | LMGTE         | #32 Rinaldi Racing            | Pierre Ehret Nicolas Varrone Diego Alessi                | Ferrari 488 GTE Evo      | G     | 121  | +11 okrążeń  |
| 34                | LMP3          | #2 United Autosports          | Bailey Voisin Joshua Caygill Finn Gehrsitz               | Ligier JS P320           | M     | 121  | +11 okrążeń  |
| 35                | LMP3          | #14 Inter Europol Competition | James Dayson Noam Abramczyk Mateusz Kaprzyk              | Ligier JS P320           | M     | 120  | +12 okrążeń  |
| 36                | LMGTE         | #69 Oman Racing with TF Sport | Ahmad Al Harthy Marco Sørensen Samuel De Haan            | Aston Martin Vantage AMR | G     | 119  | +13 okrążeń  |
| Niesklasyfikowani |               |                               |                                                          |                          |       |      |              |
|                   | LMP3          | #3 United Autosports          | James McGuire Kay van Berlo Andrew Bentley               | Ligier JS P320           | M     | 0    |              |
|                   | LMGTE         | #83 Iron Lynx                 | Sarah Bovy Michelle Gatting Doriane Pin                  | Ferrari 488 GTE Evo      | G     | 0    |              |
|                   | LMP3          | #27 COOL Racing               | Nicolas Maulini Jean-Ludovic Foubert Antoine Doquin      | Ligier JS P320           | M     | 0    |              |
| Źródło            |               |                               |                                                          |                          |       |      |              |

### Statystyki

#### Najszybsze okrążenie
| Klasa  | Kierowca           | Zespół              | Czas     | Okr. |
| ------ | ------------------ | ------------------- | -------- | ---- |
| LMP2   | Patrick Pilet      | #28 IDEC Sport      | 1:37,536 | 50   |
| LMP3   | Malthe Jakobsen    | #17 COOL Racing     | 1:43,319 | 65   |
| LMGTE  | Alessio Picariello | #18 Absolute Racing | 1:46,513 | 66   |
| Źródło |                    |                     |          |      |

#### Prowadzenie w wyścigu
| Zespół                        | Okrążenia                | Suma |      |
| LMP2                          | LMP2                     | LMP2 | LMP2 |
| ----------------------------- | ------------------------ | ---- | ---- |
| #65 Panis Racing              | 1–18                     | 18   |      |
| #9 Prema Racing               | 19–132                   | 114  |      |
| LMP3                          |                          |      |      |
| #13 Inter Europol Competition | 1–27, 30–39, 42–125      | 121  |      |
| #2 United Autosports          | 28–29                    | 2    |      |
| #11 Eurointernational         | 40–41                    | 2    |      |
| LMGTE                         |                          |      |      |
| #77 Proton Competition        | 1–32, 39–53, 91, 109–122 | 62   |      |
| #66 JMW Motorsport            | 33–35, 54–68             | 18   |      |
| #55 Spirit of Race            | 36, 69–90, 95–108        | 37   |      |
| #95 Oman Racing with TF Sport | 37–38, 94                | 3    |      |
| #18 Absolute Racing           | 92–93                    | 2    |      |
| Źródło                        |                          |      |      |